# Светлаков, Константин Петрович
Константи́н Петро́вич Светлако́в (род. 27 декабря 1970, Березники, Пермская область, РСФСР, СССР) — российский государственный деятель. Глава города Березники (2020—2022).

## Биография
Родился 27 декабря 1970 года в Березниках. В 1993 году окончил Уральский политехнический институт по специальности «Металлургия цветных металлов», в 1997 году — Пермский государственный университет по специальности «Юриспруденция». С 1997 по 2003 год работал в ОАО «Сода», ОАО «Березниковский содовый завод», ООО «Сода-хлорат» на различных должностях. С 2004 по 2012 год занимал должность директора по праву и заместителя директора филиала по правовым вопросам березниковского «Азота». С 2012 по 2019 год — юридический директор группы компаний АО «ГалоПолимер».
3 ноября 2020 года на внеочередном заседании Березниковской городской думы был избран главой города Березники — главой администрации города Березники на 5-летний срок. За него проголосовали 21 из 22 депутатов. Инаугурация состоялась 12 ноября. 15 августа 2022 года был освобождён от должности главы города Березники по собственному желанию в связи с «семейными обстоятельствами, а также планами на достижение новых профессиональных уровней».

## Личная жизнь
Воспитывает двух дочерей и одного сына.